# Quadball Canada
Quadball Canada, anciennement Quidditch Canada, est l'organisation à but non lucratif qui gère le sport de quidditch au Canada. Fondé d'abord sous le nom Canadian Quidditch Alliance (Alliance canadienne du quidditch), l'organisation a décidé en 2013 à changer leur nom pour mieux s'intégrer aux sports au Canada. QC est l'une des organisations qui comporte la fédération internationale de quidditch : l'Association internationale de quidditch.

## Histoire
Titré d'abord le Canadian Quidditch Alliance, QC a changé leur nom en 2013. Grâce à l'histoire au sein des équipes, beaucoup de joueurs utilise actuellement le nom "CQA" pour dire Quidditch Canada. Fondé en 2011 sur Facebook, l'organisation avait pour but de jauger l'intérêt du sport chez les Canadiens partout. Depuis la fondation, elle comporte plus de 30 équipes dans cinq provinces. Lorsque l'AIQ est devenu la fédération officielle du sport de quidditch le 1er juillet 2014, Quidditch Canada a pris sa place en tant que l'organisation officielle qui organise et gère le sport au Canada.

## Structure
Quidditch Canada comporte quatre directrices qui sont responsables : de la jouabilité, de l'adhésion, des communications et d'évènements. Au-dessus, la Directrice exécutive gère l'organisation.

## Compétitions
Quidditch Canada et USQuidditch sont en effet étroitement liés. Les équipes américaines et canadiennes se combattent souvent dans l'autre pays. Ceci ajoute une certaine diversité à la compétition nord-américaine. Pour le moment, le Canada s'est coupé en deux, l'est et l'ouest, en raison de compétition et de logistique où il y a annuellement des championnats régionaux ainsi que d'autres tournois. Au Canada, le tournoi fantasy le plus grand et populaire est le Canada Day Fantasy Tournament, ou CDFT, (Tournoi fantasy de la fête du Canada) ce qui un tournoi ouvert à tous qui aura lieu à Ottawa, ON chaque fine de semaine avant la fête du Canada.

### Tournoi national
Le premier tournoi national a été annoncé pour la saison 2014-2015. Il aura lieu la dernière fin de semaine de mars à Burnaby, C.-B.

### Tournois régionaux

#### Canada de l'est
Avant, le championnat du Canada de l'est était la Coupe due Canada qui se prenait pour le championnat régional du Canada de l'est (où les équipes de l'ouest étaient toujours invités mais elles n'avaient jamais assez de motivation ou d'argent pour y jouer). La dernière Coupe du Canada s'est tenue le 9 novembre 2013 à Toronto, ON. Les meilleures équipes de l'est pour la saison 2013-2014 ont été,, :
- 1: uOttawa - GeeGees
- 2: Université de Carleton
- 3: Université McGill
- 4: uOttawa - Maple Rush

Les Coupes du Canada passées se sont tenues à l'Université Queen's le 11 novembre 2012 et à l'Université de Carleton le 29 octobre 2011. L'équipe de McGill avait pris la première place pour les saisons 2011-2012 et 2012-2013.
Le championnat régional de l'est a été annoncé qu'il aura lieu à Kingston (Ontario) pour la saison 2014-2015.

#### Canada de l'ouest
Pour la saison 2014-2015, la région du Canada de l'ouest comprend d'Alberta, de Manitoba, de la Colombie-Britannique et de Saskatchewan. Le championnat régional se tiendra à Moose Jaw, SK en février.

## Équipes
Bien que les premières équipes au Canada se retrouvaient en Ontario et au Québec, le sport a vu une expansion vibrante partout au Canada, notamment en Ontario, au Québec, en Colombie-Britannique et en Alberta. Actuellement, les équipes officielles devant Quidditch Canada sont les suivantes :
| Alberta - Université d'Alberta - Central Alberta Quidditch - Université de Calgary Colombie-Britannique - Université de Victoria - Université Simon Fraser - Vancouver Vipertooths Québec - Université McGill - McGill - Université McGill - Canada's Finest Quidditch Club - Université de Montréal - College Lionel-Groulx Newfoundland et Labrador - St. John's Area Quidditch Scrimmage League | Ontario - University of Ottawa - GeeGees - University of Ottawa - Maple Rush - University of Waterloo - University of Guelph - McMaster University - Marauders - University of Toronto (Mississauga Campus) - Valhalla - York University - University of Toronto (Scarborough Campus) - Ryerson University - University of Toronto (St. George Campus) - Fleming College - Queen's University - North Star Quidditch - Carleton University |

## Équipe nationale
Après son entrée international au tournoi "Jeux d'été" à Oxford, Royaume-Uni prenant la quatrième place sur cinq, l'équipe nationale du Canada est revenu aux Jeux mondiaux (la deuxième édition des Jeux d'été) où elle a pris la troisième place sur sept,.

## Kidditch
Le kidditch (venant des mots anglais quidditch et kid (enfant)) est une version de quidditch modifié où les règles ont changé pour mieux jouer avec des enfants. Partout au Canada, il y a des programmes parascolaires aux écoles primaires et secondaires.